# Tekhsem
Tekhsem (persiska: تخسم) är en ort i Iran.   Den ligger i provinsen Gilan, i den nordvästra delen av landet, 230 km nordväst om huvudstaden Teheran. Tekhsem ligger 22 meter över havet och antalet invånare är 350.
Terrängen runt Tekhsem är platt åt nordost, men åt sydväst är den kuperad. Runt Tekhsem är det tätbefolkat, med 659 invånare per kvadratkilometer. Närmaste större samhälle är Rasht, 11,8 km norr om Tekhsem. Trakten runt Tekhsem består till största delen av jordbruksmark.